# (464462) 2016 BX43
(464462) 2016 BX43 es un asteroide perteneciente al cinturón de asteroides, descubierto el 25 de noviembre de 2005 por el equipo Spacewatch desde el Observatorio Nacional de Kitt Peak (Arizona, Estados Unidos).

## Designación y nombre
Designado provisionalmente como 2016 BX43.

## Características orbitales
2016 BX43 está situado a una distancia media de 2,843 ua, pudiendo alejarse un máximo de 2,843 ua y acercarse un máximo de 2,248 ua. Tiene una excentricidad de 0.209.

## Características físicas
Este asteroide tiene una magnitud absoluta de 16,7.